# كليفورد اندروز
كليفورد اندروز (6 أغسطس 1912 في المملكة المتحدة - 11 ديسمبر 1973 في المملكة المتحدة) (بالإنجليزية: Clifford Andrews)‏ هو لاعب كريكت بريطاني وبريطاني (وحمل سابقاً جنسية المملكة المتحدة لبريطانيا العظمى وأيرلندا). لعب مع نادي مقاطعة هامبشاير للكريكت ‏.

## وصلات خارجية
- كليفورد اندروز على موقع إي آس بي آن كريك إنفو (الإنجليزية)